# Norsk Elektrisk & Brown Boveri
Norsk Elektrisk & Brown Boveri AS in Oslo, bekannt als NEBB, war von 1908 bis 1988 eine norwegische Tochtergesellschaft des Schweizer Unternehmens Brown, Boveri & Cie (BBC). Die Gesellschaft wurde 1988 Teil der Asea Brown Boveri (ABB). NEBB baute elektrische Ausrüstungen für Lokomotiven und Triebwagen für Norges Statsbaner (NSB) in den Fabriken in Skoyen und Strømmen.

## Geschichte
Um den Frogner- und Bestumkilen in Kristiania wurden zur Wende des 19. zum 20. Jahrhundert mehrere mechanische Werkstätten gegründet, die teilweise heute noch wichtige Bestandteile großer Konzerne sind.
Vorgänger auf dem Grundstück von NEBB an der Sjølyst-Allee war Frognerkilens Fabrik, die 1874 gegründet wurde. Sie baute landwirtschaftliche Maschinen, Gießereizubehör und Nähmaschinen. 1880 fand sie ihre Nische: die Herstellung von elektrischen Maschinen. Die erste davon wurde 1881 ausgeliefert.
1894 bekam die Firma einen neuen Namen: Norsk Elektrisk AS. Zehn Jahre später begann die Zusammenarbeit mit Brown, Boveri & Cie. und 1908 wurden beide Firmen zu Norsk Elektrisk & Brown Boveri AS verschmolzen.
1948 erfolgte der Zusammenschluss mit Skabo jernbanevognfabrik. Skabo wurde 1973 stillgelegt und die Produktion in Strømmens Værksted verlagert, deren Aufkauf von NEBB 1979 erfolgte. 1988 wurde NEBB ein Teil von Asea Brown Boveri.
NEBB lieferte die elektrische Ausrüstung für die Lokomotiven der Bauarten El 8, El 9, El 11, El 13, El 14 und El 17 sowie die Triebwagen der Bauarten BM 64 bis BM 69 der Norges Statsbaner (NSB) und war am Bau von Straßenbahn- und U-Bahn-Wagen beteiligt.
1993 endete die industrielle Produktion von NEBB. Auf dem Fabrikgelände wurden Büros, Wohnungen und Geschäfte errichtet. Einige Gebäude wurden zur Erinnerung an NEBB und Skabo erhalten.